# Franz Anton Hillebrandt
Franz Anton Hillebrandt, gelegentlich Franz Anton Hillebrand, (* 2. April 1719 in Wien; † 25. Jänner 1797 ebenda) war ein österreichischer Architekt.

## Leben

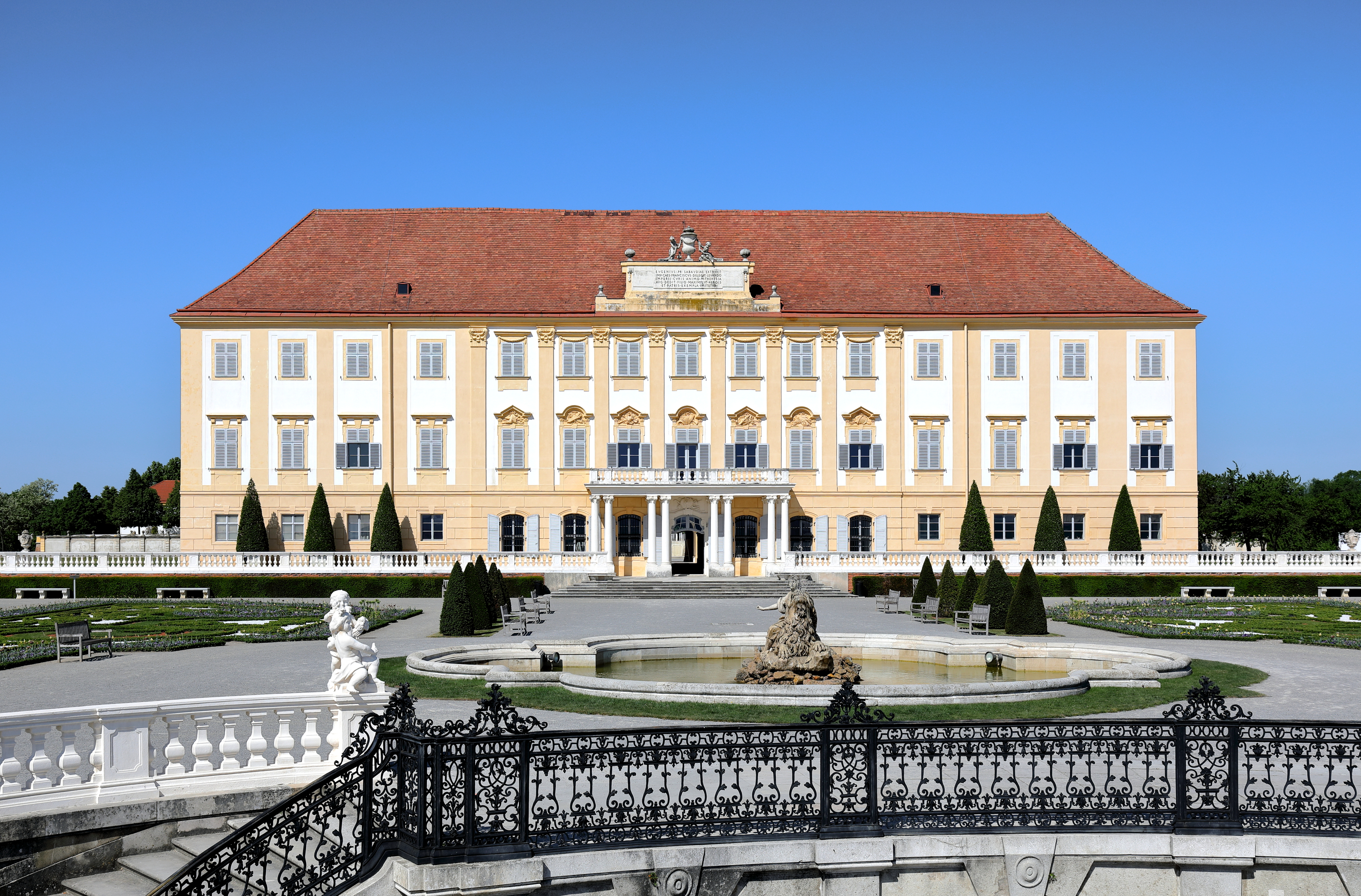
Schloss Hof, Umbau (1773–1775)

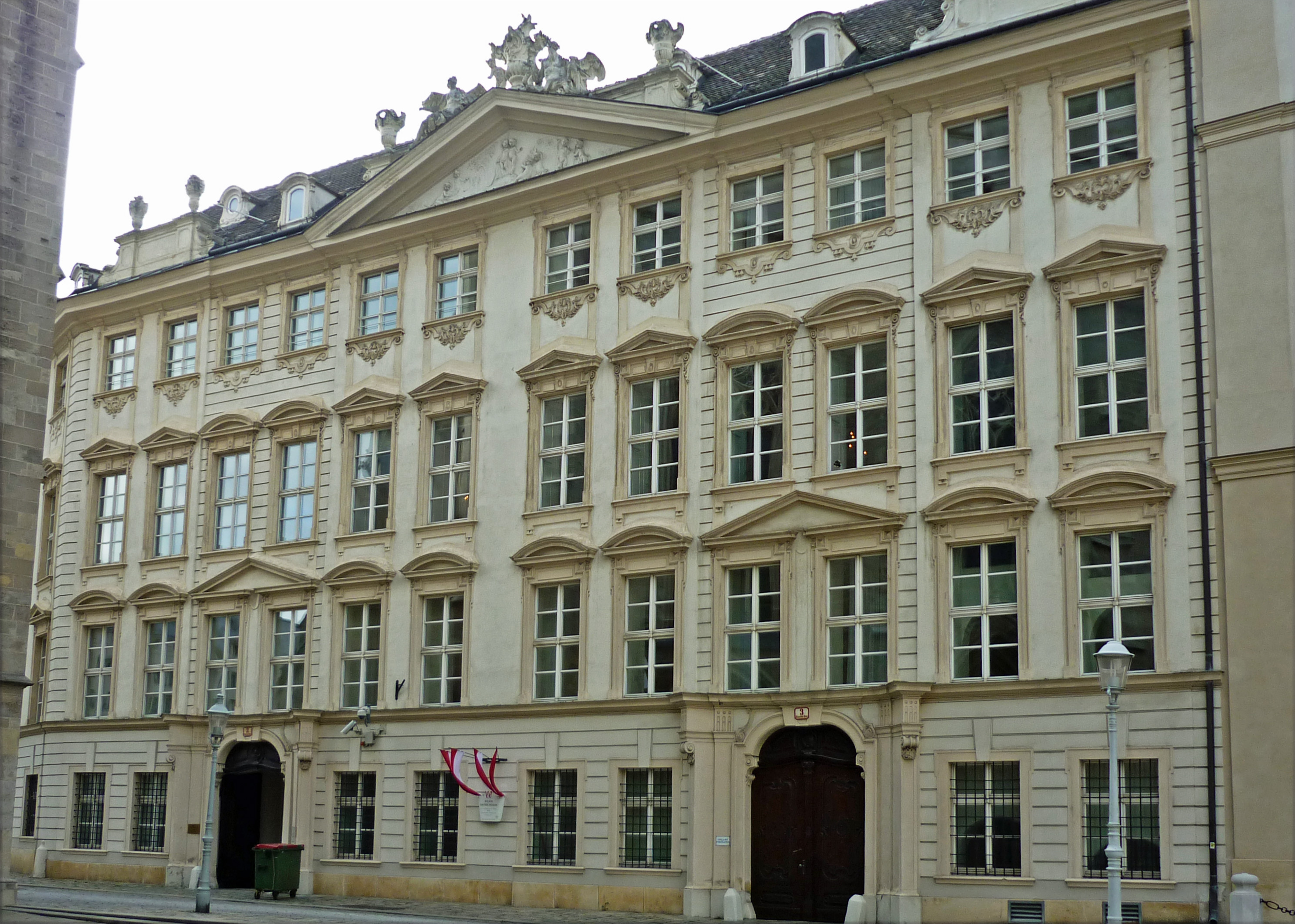
Palais Dietrichstein am Minoritenplatz, Umbau (1755)

Franz Anton Hillebrandt wurde auch Franz de Paula von Hillebrandt genannt. Er war der Sohn des deutschen Zimmermanns Wolfgang Hillebrandt, der mit seiner Familie aus der Oberpfalz nach Wien emigriert war. Mit 15 Jahren bewarb sich Hillebrandt bei der Akademie der bildenden Künste in Wien und wurde am 3. Januar 1734 als Schüler aufgenommen.
1756 unternahm Hillebrandt eine längere Studienreise durch Deutschland und die Niederlande. Während dieser Zeit war er für kurze Zeit für den Fürstbischof in Würzburg tätig.
Als 1757 der Architekt der ungarischen Hofkammer Johann Baptist Martinelli starb, bewarb sich Hillebrandt als dessen Nachfolger. Ende des Jahres wurde er als Nachfolger Martinellis eingestellt, bekam aber kein Gehalt. Erst mit der offiziellen Bestätigung vom 29. Oktober 1762 wurde ihm eine Bezahlung zugebilligt. In den Jahren 1757 bis 1797 war Hillebrandt maßgeblich für alle öffentlichen Gebäude in Ungarn zuständig. Unter seiner Regie entstanden in dieser Zeit fast alle staatlichen Bauten in Ungarn, unter anderem die römisch-katholische Kathedrale St. Mariä Himmelfahrt von Oradea (Großwardein) im heutigen Rumänien. In den Jahren von 1761 bis 1778 setzte er auch den Umbau des Prämonstratenserklosters Bruck bei Znaim in Mähren fort. Von 1773 bis 1775 baute er das Schloss Hof um, dabei wurde unter anderem das Schlossgebäude um ein Stockwerk aufgestockt und erhielt im Wesentlichen sein heutiges Erscheinungsbild.
Mit Wirkung vom 31. Oktober 1772 wurde Hillebrandt zum Nachfolger des verstorbenen Nikolaus Pacassi als Oberhofarchitekt ernannt. Als solcher übernahm er auch ab diesem Zeitpunkt die Leitung des Wiener Hofbauamts und war 1773 bis 1775 verantwortlich für die Umgestaltung der Wiener Hofburg.
Ansonsten machte er sich vor allem durch Umbauten einen Namen, vor allem von Schloss Halbturn und Schloss Hof.